# Сьор-Рондона
Планината Сьор-Рондона (на норвежки: Sør Rondane; на английски: Sør Rondane Mountains) е планина в Източна Антарктида, Земя кралица Мод, Бряг принцеса Ранхилда. Простира се от запад на изток на протежение от 160 km, между 71°30’ и 72°30’ ю.ш. и 22°30’ и 27°30’ и.д., ширина около 100 km. Максимална височина връх Вьортеркака 3630 m (72°20′ ю. ш. 27°30′ и. д. / 72.333333° ю. ш. 27.5° и. д.), разположен в югоизточната ѝ част. Други по-високи и характерни върхове са Блейксколтане 3460 m, Гунар Исаксен 3425 m, Дуфек 3150 m, Бергерсен 3150 m и др. От планината на север към шелфовия ледник Крал Бодуен се спускат големи долинни ледници Хансен, Гунестад, Бърд и др.
Планината е открита на 6 февруари 1937 г. по време на разузнавателен полет на ръководителят на норвежката антарктическа експедиция Ларс Кристенсен и е наименувана Сьор-Рондона по името на планина в Южна Норвегия. През 1957 г. планината е детайлно картирана от норвежки картографи, на базата на направените аерофотоснимки през 1946 – 47 г. от американската антарктическа експедиция, възглавявана от адмирал Ричард Бърд.